# Lucky Wahyu
Lucky Wahyu (sinh ngày 1 tháng 4 năm 1990) là một cầu thủ bóng đá người Indonesia thi đấu cho Barito Putera ở Indonesia Super League.